# Zamek w Stopnicy
Zamek w Stopnicy – zamek królewski wzniesiony w Stopnicy około 1350 roku przez króla Kazimierza Wielkiego w zachodniej części miasta. Zniszczony w 1944 roku podczas II wojny światowej i odbudowany w 2011.

## Średniowiecze - stacja królewska
W czasach Kazimierza Wielkiego i Władysława Jagiełły zamek pełnił funkcję stacji królewskiej przy drodze z Krakowa do Sandomierza oraz ośrodka zarządzania okolicznymi dobrami. Po raz pierwszy dwór królewski w Stopnicy określony po łacinie jako curia regia została wzmiankowana dopiero w latach 1470-1480 przez Jana Długosza w Liber beneficiorum, jednak dwór królewski musiał istnieć w tym miejscu już wcześniej, ponieważ wzmiankowane są w tym miejscu wizyty królewskie. Nie jest znany kształt zamku z czasów Kazimierza Wielkiego, ponieważ niewielki zamek przez niego wybudowany (określony przez Długosza wręcz jako kamienny dwór) został przebudowany w XVI wieku. W relacji kronikarza Jana Długosza znalazła się informacja o tym, że Świdrygiełło w 1404 r. otrzymał od Władysława Jagiełły między innymi zamek w Stopnicy z miastem i okolicznymi wsiami, jednak podpaliwszy na Litwie dwa zamki nadane mu przez króla, wystąpił zbrojnie przeciw niemu i księciu Witoldowi. W konsekwencji odebrano mu między innymi zarząd nad Stopnicą. W kolejnych latach dobra stopnickie stanowiły własność królewską, a dwór stopnicki pełnił rolę stacji królewskiej. Odnotowane są dwa pobyty tutaj królowej Jadwigi, a sam król Władysław Jagiełło zatrzymywał się tu pięciokrotnie - w roku 1405, 1410, 1411, 1412, 1414. Ze wzmianek wynika, że tenutę stopnicką w 1482 r. trzymał Wacław Ostroróg.

## Wiek XVI - XVII
Zamek w Stopnicy położony był w drugiej połowie XVI wieku w powiecie wiślickim województwa sandomierskiego. Od roku 1531 starostwo stopnickie objął Marcin Zborowski herbu Jastrzębiec, który na terenie zamku założył zbór kalwiński. W 1565 roku po śmierci Marcina Zborowskiego Stopnicę odziedziczył jego syn kasztelan biecki Piotr Zborowski, który w 1571 roku prawa do starostwa stopnickiego przelał na swego syna Mikołaja, a następnie testamentem przypadła jego drugiemu synowi, Janowi Zborowskiemu. W tym okresie mógł powstać nowy budynek, ponieważ w źródłach pojawiały się wzmianki o budynku Zborowskich. Głównym spadkobiercą po zmarłym w 1589 roku Janie powinien zostać jego krewny Andrzej Zborowski, jednak król Stefan Batory wiedząc o tym, że Zborowski wspiera prohabsburską opozycję antykrólewską, wyraził zgodę aby w 1586 roku starostwo stopnickie wykupił Stanisław Tarnowski, kasztelan sandomierski. Andrzej Zborowski nie mógł się z tą decyzją pogodzić, dlatego w 1587 roku najechał Stopnicę i porwał Stanisława Tarnowskiego z żoną i dziećmi, jednak były to działania nieskuteczne. Około 1618 r. prowadzono prace budowlane i wtedy też albo wzniesiono nowy budynek albo przebudowano starszy budynek, który przypuszczalnie jest obiektem zachowanym do dzisiaj. W konsekwencji tych działań na początku XVII wieku zespół rezydencjonalny składał się z kamienicy gotyckiej, drugiego budynku z kaplicą i krużgankami i trzeciego budynku drewnianego z murowanymi piwnicami. W 1644 roku Krzysztof Ossoliński przekazał zamek na rzecz swojego syna Krzysztofa Baldwina Ossolińskiego. Po jego śmierci w bitwie pod Zborowem Stopnicę otrzymał Stanisław Lanckoroński, ale po roku odstąpił ją Jackowi Lanckorońskiemu, a ten przekazał synowi Zbigniewowi.
Zamek został splądrowany w czasie potopu szwedzkiego. Po zniszczeniu, po 1664 roku zamek został wyremontowany (w stylu włoskim) przez Jana Klemensa Branickiego. Po jego śmierci w 1673 r. starostwo trzymała w dożywocie do 1679 roku jego żona Aleksandra Czarniecka, a następnie do 1683 r. ich jedyny syn Stefan Mikołaj Branicki. Po bitwie pod Wiedniem król Jan III Sobieski nadał Stopnicę za zasługi Franciszkowi z Brzezia Lanckorońskiemu.

## Wiek XVIII - pałac barokowy
W 1717 roku starostą został jego syn Józef Lanckoroński, a w 1726 przeszły na jego młodszego brata, Wawrzyńca Lanckorońskiego (1686–1756).
Na mocy nadania króla Augusta III Sasa z 1752 roku starostwo stopnickie otrzymał Eliasz Wodzicki z Granowa, generał wojsk koronnych. W roku 1783 starosta przebudował zamek na barokowy pałac i zbudował dwie murowane oficyny, z czego jedna z nich mogła być pozostałością średniowiecznego dworu. W dniu 11 czerwca 1787 r. król Stanisław August Poniatowski odwiedził starostę Eliasza Wodzickiego w świeżo odnowionym pałacu. Z lustracji z 1789 roku wynika, że założenie składało się od tego czasu z głównego dworu oraz dwóch oficyn. Po III Rozbiorze Polski dawny powiat buski, a z nim zamek w Stopnicy znalazł się w granicach Austrii. Po 1809 roku Stopnica została przyłączona do Księstwa Warszawskiego w powiecie stopnickim. W 1810 roku dzierżawcą pałacu i przynależnego do niego majątku stał się sędzia pokoju Jan Nepomucen Rupniewski, po którego śmierci opisano zespół jako budynek trzykondygnacyjnego pałacu z dwoma murowanymi oficynami i stajnią otoczonymi parkanem z murowanymi filarami. Okazała skarpa od południowo-wschodniej została zbudowana przypuszczalnie w XIX wieku. Po pożarze miasta w 1854 roku do dawnego pałacu przeniesiono biura władz miejskich, ale w pięć lat później pożar strawił dach i piętro budynku.  
Przed II Wojną światową w zamku mieściła się siedziba starostwa powiatowego i gimnazjum. Podczas działań wojennych w 1944 roku obiekt całkowicie spłonął. Do rejestru zabytków nieruchomych wpisane zostały relikty zamku w budynku magazynu (nr rej.: A.76 z 16.10.1956). Około 1958 roku rozebrano spalone i pozbawione dachu piętro przekształcając budynek w obiekt parterowy.

## Odbudowa
W 2004 roku gmina Stopnica wykupiła budynek od upadającej rejonowej spółdzielni ogrodniczo-pszczelarskiej w Busku-Zdroju, która to do niedawna prowadziła w nim punkt skupu owoców i warzyw. Zamek został odbudowany na podstawie zdjęć i materiałów archiwalnych w większości z lat 30. XX wieku. Obiekt został oddany do użytku w styczniu 2011 roku i umieszczono w nim Gminny Ośrodek Kultury.